# Hyparrhenia schimperi
Hyparrhenia schimperi är en gräsart som först beskrevs av Ferdinand von Hochstetter och Achille Richard, och fick sitt nu gällande namn av Nils Johan Andersson och Otto Stapf. Hyparrhenia schimperi ingår i släktet Hyparrhenia och familjen gräs. Inga underarter finns listade i Catalogue of Life.